# Форарльбергский диалект
Форарльбергский диалект (нем. Vorarlbergerisch, Vorarlbergisch) — диалект немецкого языка, распространённый в австрийском Форарльберге. В широком смысле под форарльбергским понимают крупную группу родственных диалектов Форарльберга и его границ, входящую в алеманнскую группу диалектов. Другие диалекты Австрии — баварские.
Форарльбергский близок к соседним диалектам из различных групп: лихтенштейнскому, санкт-галленскому, альгойскому и другим.

## Пример текста
Стихотворение «Der Wasser-Schada» («Осторожно, вода!») Людвига Зеегера (1831-1893)
A Wässerle, so kli und klar,
ma ment, as künn nit si -
und doch, es grift vertüflet a,
’s ischt Kriesewasser gsi!
(Ein Wässerchen, so klein und klar,
man meint, es könnte nicht sein -
und doch, es greift verteufelt an,
es war Kirschwasser!)
(Водичка-невеличка, так светла,
Что, думаешь, и быть такой не может,
Ан пробирает всех безбожно -
Таков киршвассер!)